# 25747 Nicerasmus
25747 Nicerasmus este o planetă minoră (asteroid), cu un diametru de 5,124 km, din centura de asteroizi. A fost descoperită pe 7 ianuarie 2000 la Stația Anderson Mesa de Lowell Observatory Near-Earth-Object Search și a fost numită după Nicolas Erasmus⁠(d). 
Obiectul prezintă o orbită caracterizată de o semiaxă mare de 2,6857229 UAi, o excentricitate de 0,13, o înclinație de 12,4452 ° în raport cu ecliptica.